# Scuola Grande di San Marco
Kapitulní dům laického bratrstva sv. Marka, nazvaný Scuola Grande di San Marco, sloužil duchovní a zdravotní péči o nejchudší Benátčany. Patronaci nad touto Scuolou měli dominikáni působící v přilehlém klášteře s kostelem Santi Giovanni e Paolo. Budova bratrstva byla postavena ve stylu rané benátské renesance mezi roky 1488–1495, a to přestavbou dřívější budovy, která vyhořela v roce 1485. V roce 1797 Napoleon ukončil činnost Scuola Grande di San Marco. Budova byla později upravena do podoby nemocnice a tomuto účelu slouží i v současnosti.

## HistorieScuola Grande di San Marco
Bratrstvo San Marco bylo původně založeno jako Scuola dei Battuti, tedy jako bratrstvo „flagelantů“ připomínajících si bičováním utrpení Ježíše Krista. V té době bratrstvo vlastnilo malou zasedací prostoru v místech bývalého kostela Santa Croce. S rostoucím majetkem se v roce 1437 bratrstvo přestěhovalo do blízkosti kláštera dominikánů, od nichž získalo i pozemek pro stavbu nové kapitulní budovy. Pro zvýšení své vážnosti bratrstvo v té době převzalo jméno svatého Marka, evangelisty a patrona Benátek. V tomtéž roce bylo započato se stavbou budovy, která však v roce 1485 (31. března) vyhořela. Krátce po požáru bratrstvo začalo budovat novou Scuola Grande di San Marco, kterou dokončilo do roku 1495. Výzdoba interiérů Scuoly však pokračovala i v průběhu 16. a 17. století. Pět ze šesti velkých benátských škol však bylo v době napoleonských válek zrušeno a mezi nimi i škola sv. Marka. V roce 1808 byl objekt přebudován v rakouskou vojenskou nemocnici. Ta byla v roce 1819 přeměněna na civilní nemocnici (Ospedale Civile) a tomuto účelu slouží až do současnosti.

## StaviteléScuoly

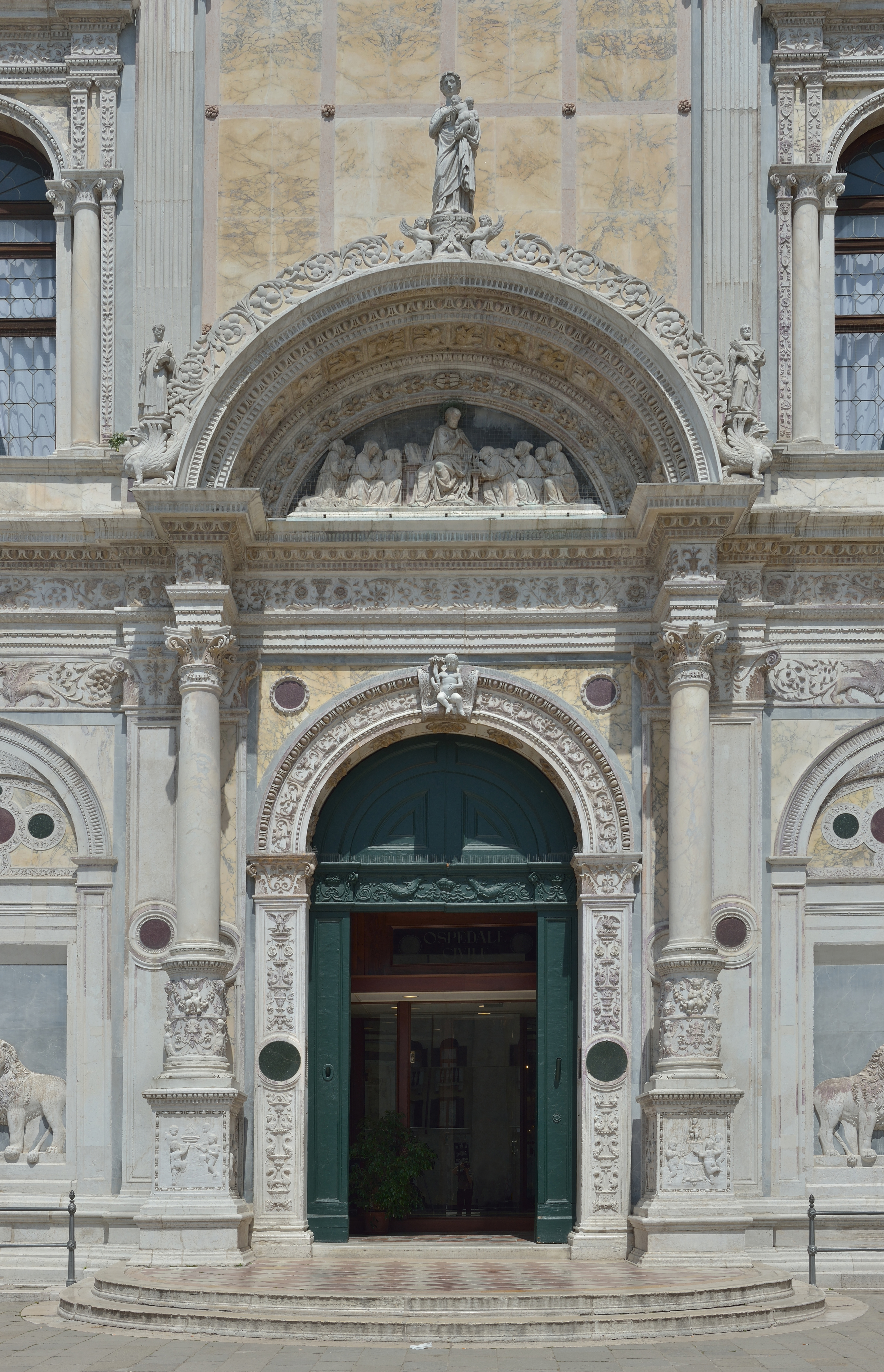
Portál Scuoly zdobí socha Charity a reliéf zobrazující Uctívání sv. Marka, jež pocházejí z původní budovy

Poté, co původní budova Scuola di San Marco vyhořela a v ní shořely i obrazy Jacopa Belliniho (1395/1400–1471) a Bartolomea Vivariniho (1432–1499), které bratrstvo objednalo v roce 1466. S obnovou budovy bylo započato krátce po požáru a projekt nové budovy svěřilo architektovi Pietro Lombardovi (1435/6–1515) společně s Giovannim di Antonio Buorou (1450–1513). Na budově pracovali i oba Lombardovi synové - Tullio a Antonio, a to od roku 1488 do roku 1490. Horní část budovy v průběhu dalších pěti let dokončil Mauro Codussi (1440–1504) spolu s Antoniem Rizzim (1430–1499). Z původní budovy Scuoly byl do portálu nad hlavním vchodem umístěn reliéf zobrazující členy bratrstva uctívající sv. Marka (autor: Bartolomeo Bon II.) a socha Charity (atribuce: Nicolò di Pietro Lamberti). Fasáda z bílého a barevného mramoru byla v té době považována za nejkrásnější v Benátkách.

## Exteriér a interiérScuoly
Hrubá stavba nové budovy byla dokončena v roce 1490, což umožnilo práce na její fasádě. Fasádu zdobí pilastry a výklenky s mramorovými sochami propagujícími činnost bratrstva. Dolní část fasády vytvořil Pietro Lombardo společně se synem Tulliem a vyzdobili ji čtyřmi rozměrnými reliéfy, z nichž dva zobrazují okřídleného lva, symbol sv. Marka, a další dva s výjevy ze života ševce Anianuse (Svatý Marek uzdravuje Anianuse a Svatý Marek křtí Anianuse). Horní část fasády na hlavní budově vytvořil Mauro Cadussi a vyzdobil ji obloukovým štítem s polokruhovými obloučky, jež odkazovaly na střešní kopule baziliky San Marco v Benátkách.

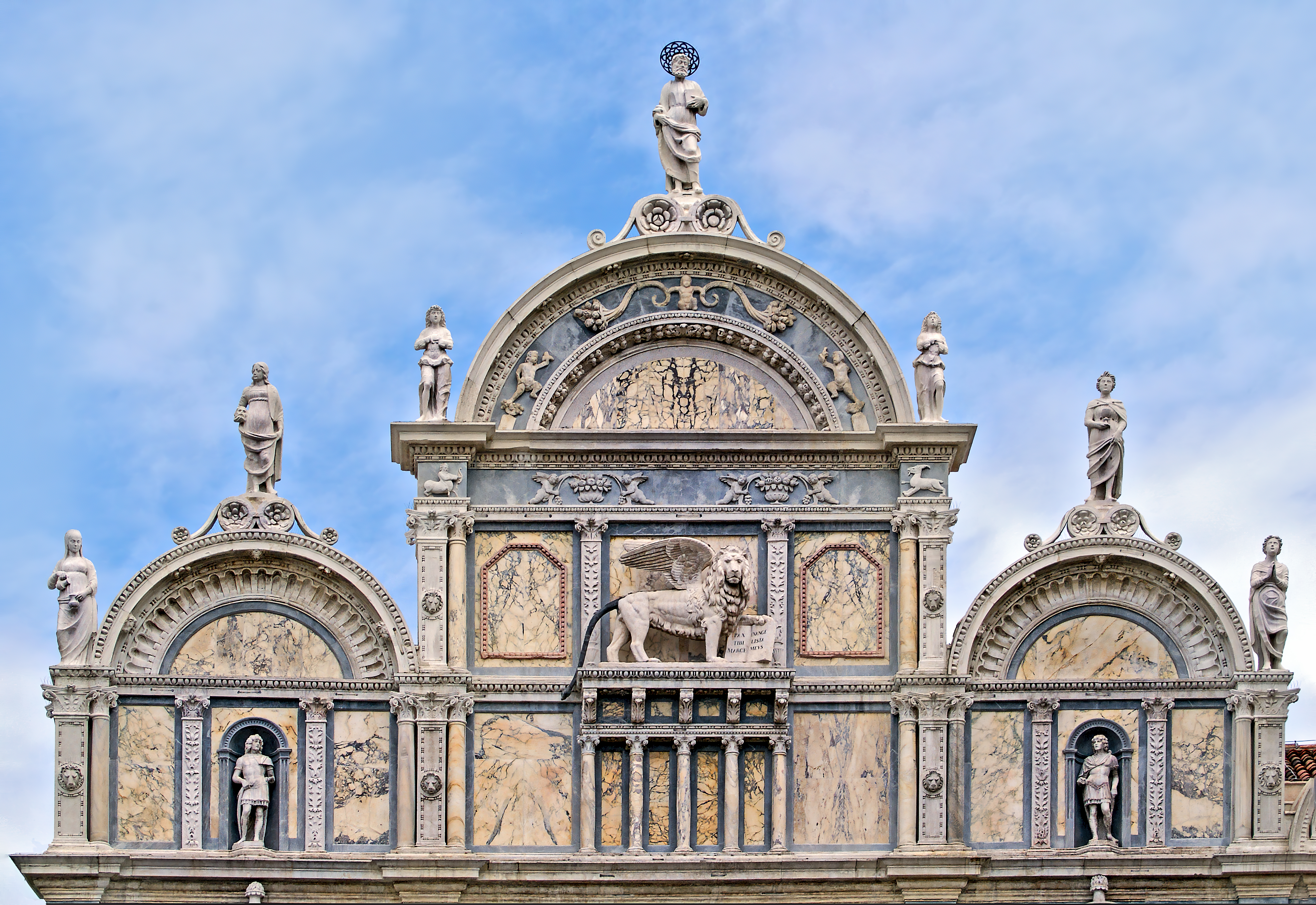
Scuola Grande di San Marco (do náměstí orientovaná horní část fasády nad Sala Capitolare, kterou postavil Mauro Codussi)

Uspořádání vnitřních prostor budovy je obdobné jako ve Scuola Grande di San Rocco, v jediné benátské škole, která funguje i v současnosti. Vstupní sál v přízemí budovy obsahuje deset velkých podstavců, na kterých stojí sloupy dodávající prostoru slavnostní ráz. Najdeme zde i dva portály pro schodiště zbudované Mauro Codussim (1495), vedoucí na první podlaží. Zde se nacházejí Sala Capitolare a Sala dell´Albergo. Pro obě tyto místnosti zhotovili Pietro a Biagio di Faenza nádherně vyřezávané a zlacené stropy. Šesti obrazy byly nejdříve vyzdobeny stěny Sala dell´Albergo znázorňující Kázání sv. Marka (Gentile Bellini), Umučení sv. Marka (Giovanni Bellini), Uzdravení ševce Anianuse a Anianusův křest (oba obrazy namaloval Giovanni Mansueti), Rybář předává prsten dožeti Gradenigovi (Paris Bordone) a Svatý Marek, Sv. Jiří a sv. Mikuláš ochraňují Benátky před bouří (Palma il Vecchio).

## Obrazová výzdoba sálůScuoly
Později pro Sala Capitolare namaloval Palma il Giovane oltářní obraz Kristus ve slávě se ss. Markem, Petrem a Pavlem (1614/16). Pro tento sál zhotovil čtyři obrazy s výjevy ze života sv. Marka také Domenico Tintoretto (1560–1635).

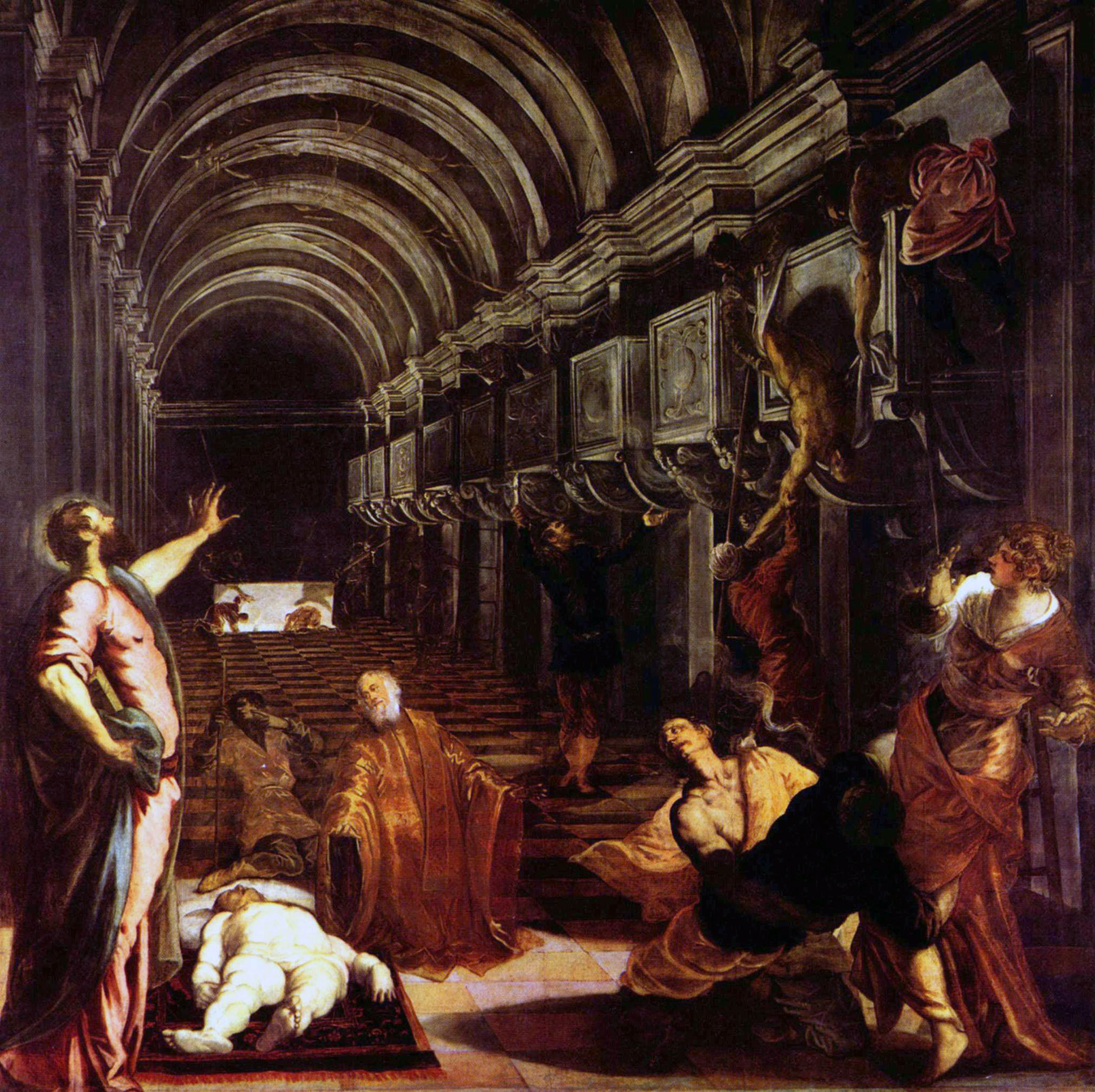
Nalezení těla sv. Marka (1562/66, Pinacoteca di Brera, Milán)

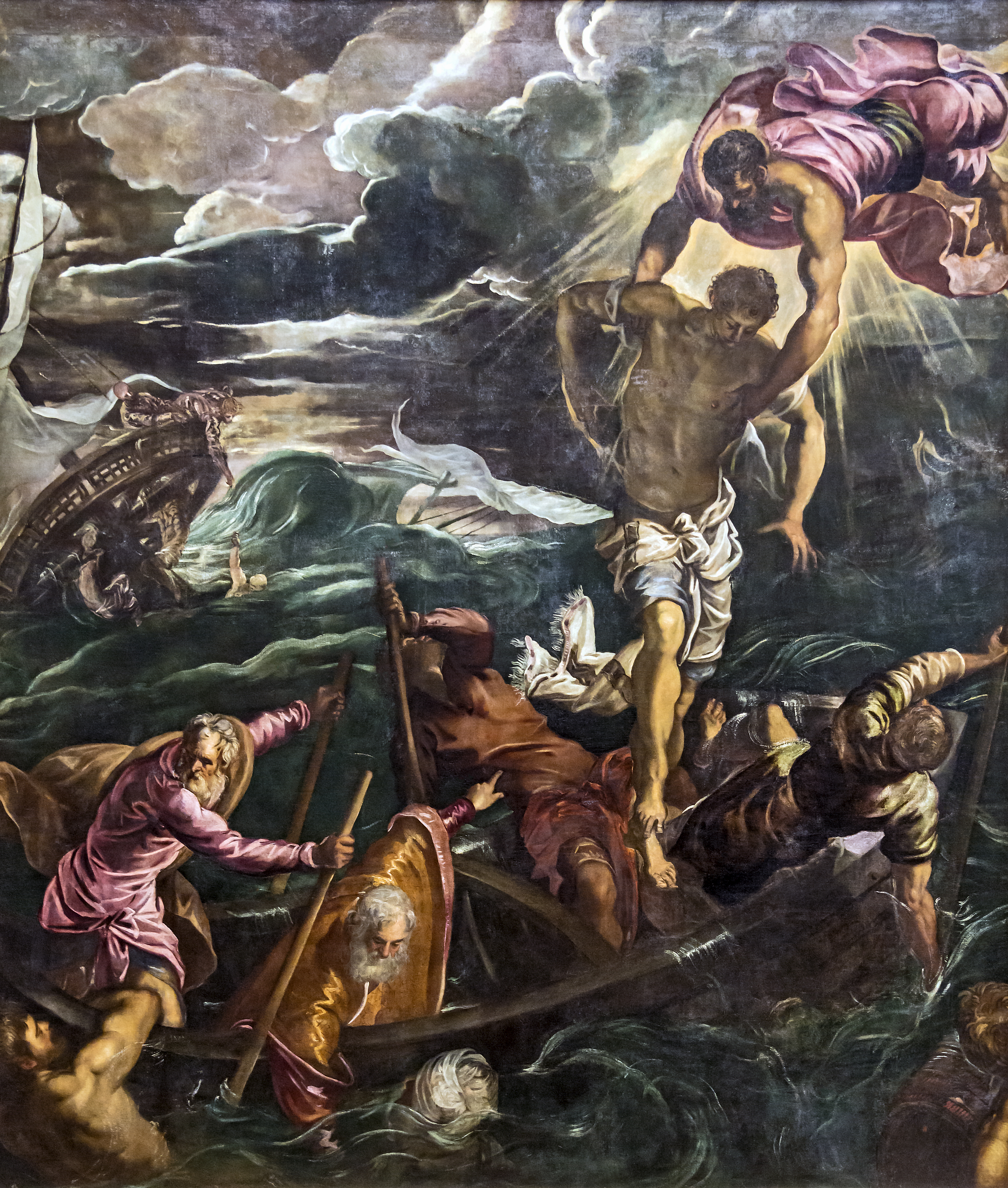
Zachránění Saracéna (1562/66, Gallerie dell´Accademia, Benátky)

Ale již v roce 1562 požádal Tommaso Gianotti, zvaný Rangone či Ravenna (dle rodného města), v té době představený Scuoly, o souhlas s výzdobou prostor Sala Capitolare třemi obrazy zobrazujícími výjevy ze života sv. Marka a to na své náklady. Práce byly zadány malíři Jacopo Tintorettovi (1518/19–1594), otci výše zmíněného Domenica Tintoretta. Jacopo dodal tyto obrazy do roku 1556, ale v Sala Capitolare byly umístěny až po dlouhých diskuzích v 70. a 80. letech 16. století, kde pak visely až do zrušení školy v roce 1797. Poté byly opakovaně přemisťovány až obraz Nalezení těla svatého Marka se dostal do Pinacoteca di Brera a obrazy Přenesení těla svatého Marka a Zachránění Saracéna jsou vystaveny v Gallerie dell´Accademia. Na obou obrazech je zpodobněn i objednavatel těchto obrazů, Tommasso Rangone ve zlatém rouše. To mohl být důvod, proč již dokončené obrazy nebyly hned vystaveny v kapitulní síni Scuola Grande di San Marco. Tintoretto však měl potíže již s obrazem Svatý Marek osvobozuje otroka, který malíř předal bratrstvu v roce 1548. Obraz vyvolal rozruch, a proto si ho Tintoretto odnesl domů. Pro nesouhlas veřejnosti však bylo bratrstvo nuceno požádat Jacopa Tintoretta dopisem o jeho vrácení s tím, že bude umístěn na původní místo v Sala Capitolare. Po roce 1807 však byly Tintorettovy obrazy rozptýleny do různých galerií, takže dnes jsou na těchto místech jen reprodukce. Také oba horní sály slouží jiným účelům a to tak, že v jednom z nich je Muzeum historie lékařství a ve druhém je Lékařská knihovna, v níž nechybí ani spis Andrey Vesalia (1514–1564) De humani corporis fabrica librorum Epitome.

## Bazilika dominikánůSanti Giovanni e Paolo

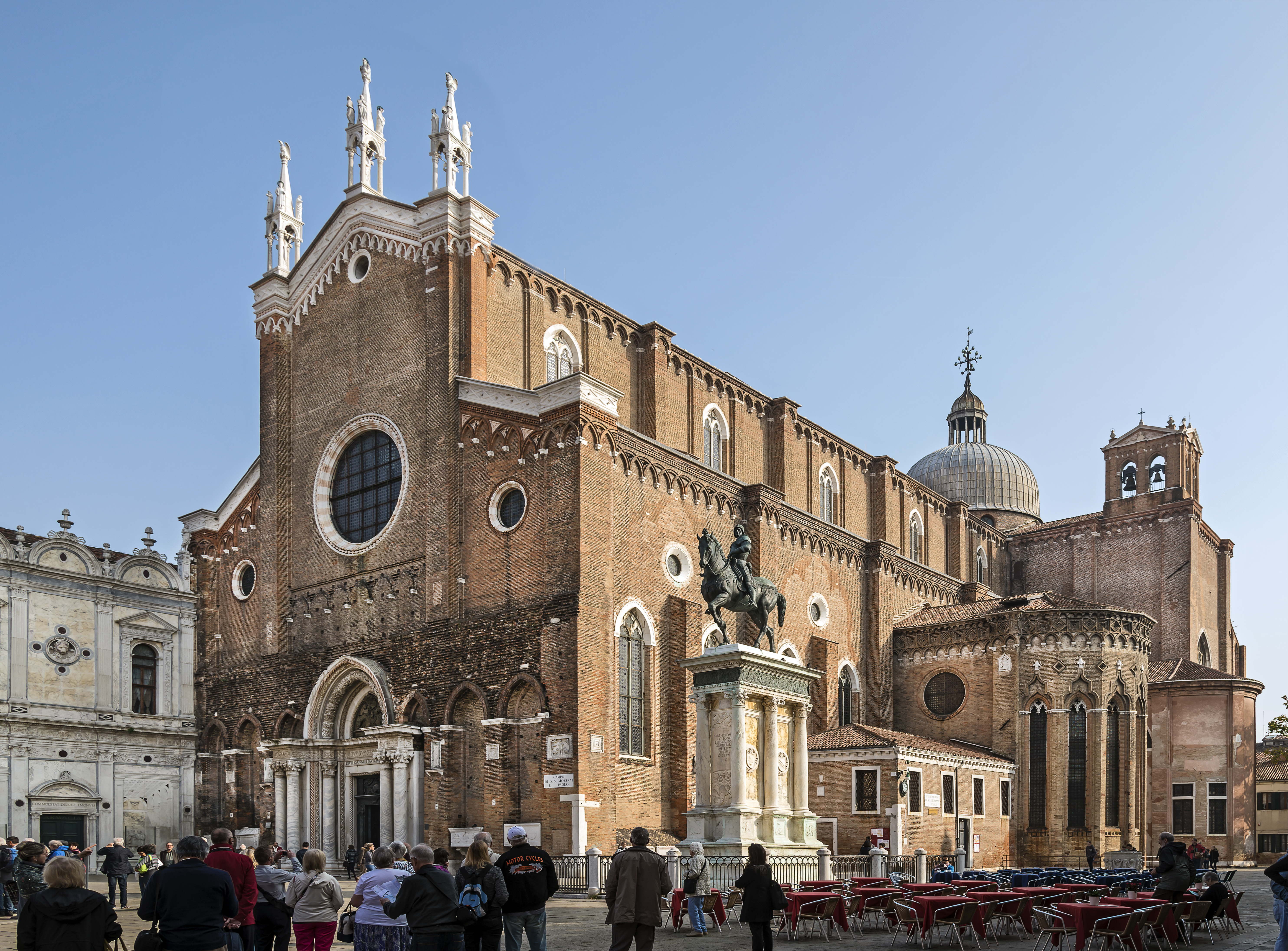
Pohled na gotickou baziliku (minor)Santi Giovanni e Paolo (14. století) z náměstí Campo Sanii Giovanni e Paolo, Benátky)

Z náměstí Campo Santi Giovanni e Paolo lze vedle renesančního průčelí Scuola Grande di San Marco spatřit i průčelí stejnojmenné baziliky minor, zvané též San Zanipolo. Svou velikostí a výzdobou soupeří s benátským kostelem Santa Maria Gloriosa dei Frari na Campo San Rocco. Baziliku zasvěcenou římským mučedníkům - sv. Janovi a sv. Pavlovi - postavili dominikáni v gotickém slohu ve 14. století. Vstupní portál, který patří mezi nejstarší renesanční stavební prvky v benátské architektuře, navrhl Bartolomeo Bon (1459). Bazilice se také říká „Benátský Panteón“, neboť je v ní pohřbeno více než 25 benátských dóžat. Mnohé z mramorových náhrobků zhotovil Pitro Lombardo s dílnou a Mauro Cadussi. Po pravé straně chrámové lodi návštěvník spatří rozměrný polyptych věnovaný španělskému dominikánovi sv. Vincenzo Ferrerovi namalovaný mezi roky 1460 a 1464. V kapli vpravo od oltáře lze uvidět fresky namalované Palmou il Giovane. V roce 1807 byl klášter dominikánů zrušen a kostel tím ztratil na původním významu.